# Kinky Friedman
Kinky Friedman, vlastním jménem Richard Samet Friedman, (31. října 1944 – 27. června 2024) byl americký zpěvák a kytarista. Pocházel z židovské rodiny a studoval Texaské univerzitě v Austinu, kde jeho hlavním oborem byla psychologie. Dva roky sloužil v amerických Mírových sborech. Již na univerzitě působil ve skupině King Arthur & the Carrots. Později hrál v dalších kapelách. V roce 1976 se účastnil turné Rolling Thunder Revue písničkáře Boba Dylana. Své první album nazvané Sold American vydal roku 1973, později následovala řada dalších.